# Thierry Laurey
Thierry Laurey (Troyes, 17 febbraio 1964) è un allenatore di calcio ed ex calciatore francese, di ruolo centrocampista.

## Carriera

### Giocatore

#### Club
Debutta al Valenciennes come centrocampista difensivo, anche con il Montpellier e il Sochaux.
Nel 1990 passa al PSG, per poi finire la carriera con il Montpellier (dal 1992 al 1998).

#### Nazionale
Ha collezionato una presenza con la propria Nazionale, contro la Scozia (per la qualificazione al Mondiale del 1990)

### Allenatore

#### Montpellier
Dopo la fine della sua carriera rimane con il Montpellier come direttore tecnico. Inoltre ha il ruolo di direttore del centro di formazione, allenatore della squadra giovanile ed assistente. Dopo sei anni di permanenza decide di non rinnovare il suo contratto.

#### Sète e Amiens
Ha poi allenato il Sète, club in serie National, a partire dal luglio del 2007. L'anno seguente firma con l'Amiens, club militante in Ligue 2. Al termine della stagione 2008-2009 la sua squadra viene retrocessa nel Championnat National, venendo poi esonerato.

#### Arles-Avignon
Il 14 marzo 2011 è stato assunto come supervisore dal Saint-Etienne. Nel mese di novembre trova un posto di allenatore con l'Arles-Avignon. Riuscì ad allontanare la squadra dalla zona retrocessione: fino alla fine della stagione, ha perso solo una partita, mentre le altre pareggiate e vinte. Il 5 novembre 2012 è stato ufficialmente sollevato dal suo incarico di allenatore dal presidente dell'Arles-Avignon, Marcel Salerno, nel corso di una conferenza stampa al Parc des Sports, sede del club.

#### Ajaccio
Dopo quasi sei mesi, il 19 febbraio 2013 viene assunto dal GFC Ajaccio per sostituire l'ex allenatore della squadra Jean-Michel Cavalli, lasciatoli da quest'ultimo un club che è 19º in Ligue 2.

## Statistiche

### Cronologia presenze e reti in nazionale
| Cronologia completa delle presenze e delle reti in nazionale ― Francia | Cronologia completa delle presenze e delle reti in nazionale ― Francia | Cronologia completa delle presenze e delle reti in nazionale ― Francia | Cronologia completa delle presenze e delle reti in nazionale ― Francia | Cronologia completa delle presenze e delle reti in nazionale ― Francia | Cronologia completa delle presenze e delle reti in nazionale ― Francia | Cronologia completa delle presenze e delle reti in nazionale ― Francia | Cronologia completa delle presenze e delle reti in nazionale ― Francia |
| Data                                                                   | Città                                                                  | In casa                                                                | Risultato                                                              | Ospiti                                                                 | Competizione                                                           | Reti                                                                   | Note                                                                   |
| ---------------------------------------------------------------------- | ---------------------------------------------------------------------- | ---------------------------------------------------------------------- | ---------------------------------------------------------------------- | ---------------------------------------------------------------------- | ---------------------------------------------------------------------- | ---------------------------------------------------------------------- | ---------------------------------------------------------------------- |
| 8-3-1989                                                               | Glasgow                                                                | Scozia                                                                 | 2 – 0                                                                  | Francia                                                                | Qual. Mondiali 1990                                                    | -                                                                      |                                                                        |
| Totale                                                                 |                                                                        | Presenze                                                               | 1                                                                      |                                                                        | Reti                                                                   | 0                                                                      |                                                                        |

### Statistiche da allenatore
Statistiche aggiornate al 1 luglio 2021. In grassetto le competizioni vinte.
| Stagione               | Squadra                | Campionato             | Campionato | Campionato | Campionato | Campionato | Coppe nazionali | Coppe nazionali | Coppe nazionali | Coppe nazionali | Coppe nazionali | Coppe continentali | Coppe continentali | Coppe continentali | Coppe continentali | Coppe continentali | Altre coppe | Altre coppe | Altre coppe | Altre coppe | Altre coppe | Totale | Totale | Totale | Totale | % Vittorie | Piazzamento      |
| Stagione               | Squadra                | Comp                   | G          | V          | N          | P          | Comp            | G               | V               | N               | P               | Comp               | G                  | V                  | N                  | P                  | Comp        | G           | V           | N           | P           | G      | V      | N      | P      | % Vittorie | Piazzamento      |
| ---------------------- | ---------------------- | ---------------------- | ---------- | ---------- | ---------- | ---------- | --------------- | --------------- | --------------- | --------------- | --------------- | ------------------ | ------------------ | ------------------ | ------------------ | ------------------ | ----------- | ----------- | ----------- | ----------- | ----------- | ------ | ------ | ------ | ------ | ---------- | ---------------- |
| 2007-2008              | Sète                   | D3                     | 38         | 14         | 14         | 10         | CF+CdL          | 5+2             | 2+1             | 2+0             | 1+1             | -                  | -                  | -                  | -                  | -                  | -           | -           | -           | -           | -           | 45     | 17     | 16     | 12     | 37,78      | 6º               |
| 2008-2009              | Amiens                 | L2                     | 38         | 9          | 16         | 13         | CF+CdL          | 1+1             | 0+0             | 0+0             | 1+1             | -                  | -                  | -                  | -                  | -                  | -           | -           | -           | -           | -           | 40     | 9      | 16     | 15     | 22,50      | 18º (retr.)      |
| nov. 2011-2012         | Arles-Avignon          | L2                     | 23         | 7          | 14         | 2          | CF+CdL          | 1+0             | 0               | 0               | 1               | -                  | -                  | -                  | -                  | -                  | -           | -           | -           | -           | -           | 24     | 7      | 14     | 3      | 29,17      | Sub. 13º         |
| ago.-nov. 2012         | Arles-Avignon          | L2                     | 13         | 3          | 4          | 6          | CF+CdL          | 0+3             | 3               | 0               | 0               | -                  | -                  | -                  | -                  | -                  | -           | -           | -           | -           | -           | 16     | 6      | 4      | 6      | 37,50      | Eson.            |
| Totale Arles-Avignon   | Totale Arles-Avignon   | Totale Arles-Avignon   | 36         | 10         | 18         | 8          |                 | 4               | 3               | 0               | 1               |                    | -                  | -                  | -                  | -                  |             | -           | -           | -           | -           | 40     | 13     | 18     | 9      | 32,50      |                  |
| feb.-giu. 2013         | Gazélec Ajaccio        | L2                     | 13         | 2          | 2          | 9          | CF+CdL          | -               | -               | -               | -               | -                  | -                  | -                  | -                  | -                  | -           | -           | -           | -           | -           | 13     | 2      | 2      | 9      | 15,38      | Sub. 20º (retr.) |
| 2013-2014              | Gazélec Ajaccio        | D3                     | 34         | 17         | 9          | 8          | CF+CdL          | 1+1             | 0+0             | 0+0             | 1+1             | -                  | -                  | -                  | -                  | -                  | -           | -           | -           | -           | -           | 36     | 17     | 9      | 10     | 47,22      | 3º (prom.)       |
| 2014-2015              | Gazélec Ajaccio        | L2                     | 38         | 18         | 11         | 9          | CF+CdL          | 1+2             | 0+1             | 0+0             | 1+1             | -                  | -                  | -                  | -                  | -                  | -           | -           | -           | -           | -           | 41     | 19     | 11     | 11     | 46,34      | 2º (prom.)       |
| 2015-2016              | Gazélec Ajaccio        | L1                     | 38         | 8          | 13         | 17         | CF+CdL          | 4+1             | 3+0             | 0+0             | 1+1             | -                  | -                  | -                  | -                  | -                  | -           | -           | -           | -           | -           | 43     | 11     | 13     | 19     | 25,58      | 19º (retr.)      |
| Totale Gazélec Ajaccio | Totale Gazélec Ajaccio | Totale Gazélec Ajaccio | 123        | 45         | 35         | 43         |                 | 10              | 4               | 0               | 6               |                    | -                  | -                  | -                  | -                  |             | -           | -           | -           | -           | 133    | 49     | 35     | 49     | 36,84      |                  |
| 2016-2017              | Strasburgo             | L2                     | 38         | 19         | 10         | 9          | CF+CdL          | 3+2             | 2+1             | 0+0             | 1+1             | -                  | -                  | -                  | -                  | -                  | -           | -           | -           | -           | -           | 43     | 22     | 10     | 11     | 51,16      | 1º (prom.)       |
| 2017-2018              | Strasburgo             | L1                     | 38         | 9          | 11         | 18         | CF+CdL          | 4+2             | 3+1             | 0+0             | 1+1             | -                  | -                  | -                  | -                  | -                  | -           | -           | -           | -           | -           | 44     | 13     | 11     | 20     | 29,55      | 15º              |
| 2018-2019              | Strasburgo             | L1                     | 38         | 11         | 16         | 11         | CF+CdL          | 2+5             | 1+5             | 0+0             | 1+0             | -                  | -                  | -                  | -                  | -                  | -           | -           | -           | -           | -           | 45     | 17     | 16     | 12     | 37,78      | 11º              |
| 2019-2020              | Strasburgo             | L1                     | 27         | 11         | 5          | 11         | CF+CdL          | 3+2             | 2+1             | 0+0             | 1+1             | UEL                | 6                  | 4                  | 0                  | 2                  | -           | -           | -           | -           | -           | 38     | 18     | 5      | 15     | 47,37      | 10º              |
| 2020-2021              | Strasburgo             | L1                     | 38         | 11         | 9          | 18         | CF              | 1               | 0               | 0               | 1               | -                  | -                  | -                  | -                  | -                  | -           | -           | -           | -           | -           | 39     | 11     | 9      | 19     | 28,21      | 15º              |
| Totale Strasburgo      | Totale Strasburgo      | Totale Strasburgo      | 179        | 61         | 51         | 67         |                 | 24              | 16              | 0               | 8               |                    | 6                  | 4                  | 0                  | 2                  |             | -           | -           | -           | -           | 209    | 81     | 51     | 77     | 38,76      |                  |
| 2021-2022              | Paris FC               | L2                     | 0          | 0          | 0          | 0          | CF              | 0               | 0               | 0               | 0               | -                  | -                  | -                  | -                  | -                  | -           | -           | -           | -           | -           | 0      | 0      | 0      | 0      | —          | in corso         |
| Totale carriera        | Totale carriera        | Totale carriera        | 414        | 139        | 134        | 141        |                 | 47              | 26              | 2               | 19              |                    | 6                  | 4                  | 0                  | 2                  |             | -           | -           | -           | -           | 467    | 169    | 136    | 162    | 36,19      |                  |

## Palmarès

### Giocatore

#### Competizioni nazionali
- Coppa di Lega francese: 1

Montpellier: 1992

### Allenatore

#### Competizioni nazionali
- Ligue 2: 1

Strasburgo: 2016-2017
- Coppa di Lega francese: 1

Strasburgo: 2018-2019